# Medalla Lomonósov
La Medalla Lomonósov (en ruso: Большая золотая медаль имени М. В. Ломоносова), nombrada en honor del científico ruso y polímata Mijaíl Lomonósov.
Es un galardón otorgado cada año desde 1959 por mejoras en las ciencias naturales y humanidades primero por la Academia de Ciencias de la URSS y luego por la Academia de Ciencias de Rusia (ACR). Se dan dos medallas anualmente: una a un ruso y otra a un científico extranjero. Es la condecoración más alta de la Academia.

## Receptores de la Medalla Lomonósov

### 1959
- Piotr Kapitsa: acumuladamente, por trabajos en Física de baja temperaturas.

### 1962
- Aleksandr Nesmeyánov (Alexander Nesmeyanov): Química.

### 1964
- Sin-Itiro Tomonaga (miembro de la Academia japonesa de Ciencias, presidente del Concejo Científico de Japón): sustanciales contribuciones científicas al desarrollo de la Física.
- Hideki Yukawa (miembro de la Academia japonesa de Ciencias, director del Instituto de Investigaciones Básicas de la Universidad de Kioto): por méritos en el desarrollo de la Física teórica.

### 1965
- Nikolái Belov: cristalografía.
- Sir Howard Walter Florey (profesor, presidente de la Royal Society de Gran Bretaña): medicina.

### 1967
- Ígor Tamm: Teoría de partículas elementales y otros dominios de la Física teórica.
- Cecil Frank Powell (profesor, miembro de la Royal Society de Gran Bretaña): Física de partículas elementales.

### 1968
- Vladímir Engelgardt: Bioquímica y biología molecular.
- István Rusznyák (presidente de la Academia de Ciencias de Hungría): Medicina.

### 1969
- Nikolái Semiónov: Física, Química.
- Giulio Natta (profesor, Italia): Química de polímeros.

### 1970
- Iván Vinográdov: Matemática.
- Arnaud Denjoy (miembro de la Academia Francesa): Matemática.

### 1971
- Víktor Ambartsumián: Astronomía, astrofísica.
- Hannes Alfvén (profesor, miembro de la Real Academia de Ciencias de Estocolmo, Suecia): Física de plasma, astrofísica.

### 1972
- Nikoloz Muskhelishvili: Matemática, mecánica.
- Max Steenbeck (miembro pleno de la Academia de Ciencias de la República Democrática Alemana): Física de plasma, física aplicada.

### 1973
- Aleksandr Vinográdov: Geoquímica.
- Vladimír Zoubek (miembro pleno de la Academia checoeslova de Ciencias): Geología.

### 1974
- Aleksandr Tsélikov (Alexander Tselikov): Metalurgia, tecnología de metales.
- Angel Tonchev Balevski (miembro pleno de la Academia búlgara de Ciencias): Metalurgia, tecnología de metales.

### 1975
- Mstislav Kéldysh: Matemática, mecánica, estudios espaciales.
- Maurice Roy (miembro pleno de la Academie Francaise): Mecánica , aplicaciones.

### 1976
- Semión Volfkóvich(en): Química, tecnología del fósforo, desarrollo de fundaciones científicas de quimicalización de la agricultura de la URSS.
- Herman Klare (miembro de la Academia de Ciencias de la República Democrática Alemana): Química, tecnología de fibras artificiales.

### 1977
- Mijaíl Lavréntiev: Matemática, mecánica.
- Linus Carl Pauling (miembro del US National Academy of Sciences): Química, bioquímica.

### 1978
- Anatoli Aleksándrov: Física nuclear, tecnología.
- Alexander Robertus Todd (profesor, presidente de la Royal Society de Gran Bretaña): Química orgánica.

### 1979
- Aleksandr Oparin: Bioquímica.
- Béla Szőkefalvi-Nagy (miembro pleno de la Academia Húngara de Ciencias): Matemática.

### 1980
- Borýs Patón: Metalurgia, tecnología de metales.
- Jaroslav Kožešník (miembro pleno de la Academia Checoeslovaca de Ciencias): Matemática aplicada, mecánica.

### 1981
- Vladímir Kotélnikov: Radioastronomía, ingeniería en radio, electrónica.
- Pavle Savich (miembro pleno de la Academia serbia de Ciencias, y Artes, República Socialista Federativa de Yugoslavia): Química, Física.

### 1982
- Yuli Jaritón: Física.
- Dorothy Crowfoot Hodgkin (profesor, miembro de la Real Sociedad de Londres): Bioquímica, química de cristales.

### 1983
- Andréi Kursánov: Fisiología, bioquímica vegetal.
- Abdus Salam (profesor, Pakistán): Física.

### 1984
- Nikolái Bogoliúbov: Matemática, Física teórica.
- Rudolf Mössbauer (profesor, República Federal de Alemania): Física.

### 1985
- Mijaíl Sadovski (Mikhail Sadovsky): Geología, geofísica.
- Guillermo Haro (profesor, México): Astrofísica.

### 1986
- Sviatoslav Fiódorov (en:Svyatoslav Fyodorov): Oftalmología, microcirugía ocular.
- Josef Řiman (académico de la Academia Checoeslovaca de Ciencias): Bioquímica.

### 1987
- Aleksandr Prójorov: Física.
- John Bardeen (profesor, EE. UU.): Física.

### 1988
- Serguéi Sóbolev (póstumamente): Matemática.
- Jean Leray (profesor, Francia): Matemática.

### 1989
- Nikolái Básov: Física.
- Hans Bethe (profesor, EE. UU.): Física.

### 1993
- Dmitri Lijachov (Dmitry Likhachov): Humanidades.
- John Kenneth Galbraith (profesor, EE. UU.): Economía, Ciencias sociales.

### 1994
- Nikolái Kochetkov (en:Nikolay Kochetkov): Química de carbohidratos, síntesis orgánica.
- James D. Watson (profesor, EE. UU.): Biología molecular.

### 1995
- Vitali Guínzburg: Física teórica, astrofísica.
- Anatole Abragam (profesor, Francia): Física del estado condensado, métodos de estudio en física nuclear.

### 1996
- Nikolái Krasovski (en:Nikolay Krasovsky): Teoría matemática de control, teoría del juego.
- Friedrich Hirzebruch (profesor, República Federal de Alemania) : Geometría y topología algebraica.

### 1997
- Borís Sokolov: Estudios de la biósfera temprana de la Tierra, descubrimiento del sistema geológico Wend, trabajos clásicos en corales fósiles.
- Frank Press (profesor, EE. UU.): Física de la Tierra sólida.

### 1998
- Aleksandr Solzhenitsyn: Literatura e historia rusa, idioma ruso.
- Yosikazu Nakamura (profesor, Japón): Eslavística, popularización de la literatura y cultura rusa en Japón.

### 1999
- Valentín Yanin (en:Valentin Yanin): Estudios arqueológicos de la Rusia medieval.
- Michael Müller-Wille (profesor, Alemania): Estudio de las relaciones exteriores de la Rusia temprana medieval.

### 2000
- Andréi Gapónov-Gréjov (ru:Гапонов-Грехов, Андрей Викторович): Electrodinámica, física del plasma, electrónica física.
- Charles Hard Townes (profesor, EE. UU.): Electrónica cuántica, maser y laser.

### 2001
- Aleksandr Spirin (en:Alexander Spirin): Estudio de la estructura de ácidos nucleicos, funciones de los ribosomas.
- Alexander Rich (profesor, EE. UU.): Estudio de la estructura de ácidos nucleicos, funciones de los ribosomas.

### 2002
- Olga Ladýzhenskaya: Matemática.
- Lennart Carleson (profesor, Suecia): Matemática.

### 2003
- Yevgueni Cházov (en:Yevgeniy Chazov): Cardiología.
- Michael E. DeBakey (profesor, EE. UU.): Cardiología.

### 2004
- Gury Marchuk (en:Gury Marchuk): Creación de nuevos modelos y métodos de solución de problemas de física nuclear de reactores, atmósfera, física oceánica.
- Edward N. Lorenz (profesor, EE. UU.): Teoría de circulación general de la atmósfera, teoría de atractores caóticos de sistemas disipados.

### 2005
- Yuri Osipyán (en:Yuri Osipyan): Física de estado sólido.
- Peter Hirsch (profesor, Gran Bretaña): Física de estado sólido.

### 2006
- Nikolái Laviórov (:ru:Лавёров, Николай Павлович): Geología, geofísica.
- Rodney Charles Ewing (profesor, EE. UU.): Ciclo de combustible nuclear, manejo de residuos nucleares.

### 2007
- Andréi Zaliznyak (en:Andrey Zaliznyak): Lingüística.
- Simon Franklin (profesor, Gran Bretaña): Historia y cultura rusa.

### 2008
- Yevgueni Primakov: Ciencias sociales.

- Hélène Carrère d'Encausse (profesora, Francia): Procesos políticos y sociales en los periodos soviéticos y postsoviet de Rusia.

### 2009
- Vadim Tíjonovich Ivanov
- Ryoji Noyori

### 2010
- Spartak Belyáiev
- Gerardus 't Hooft

### 2011
- Vladímir Tartakovski
- Roald Hoffmann

### 2012
- Gleb Dobrovolski (ru:Добровольский, Глеб Всеволодович), ciencia del suelo
- Richard Warren Arnold

### 2013
- Liúdvig Faddéyev, físico teórico y matemático
- Peter David Lax, matemático

### 2014
- Anatoli Derevianko (en:Anatoly Derevyanko), historiador, arqueólogo
- Svante Pääbo, biólogo

### 2015
- Leonid Kéldysh (en:Leonid Keldysh), físico teórico
- Paul Corkum

### 2016
- Dmitry G. Knorre
- Sidney Altman

### 2017
- Yuri Oganesián, físico nuclear
- Björn Jonson, fisiólogo, médico

### 2018
- Josef Gitelson

- Martin Chalfie

### 2019
- Paul Jozef Crutzen, químico
- Gueorgui Golitsyn (Georgy Golitsyn), geofísico

### 2020
- Serguéi Nóvikov

- John Milnor

### 2021
- Georgy Pavlovich Georgiev, genetista
- Richard John Roberts, genetista

### 2022
- Yuri Victorovich Natochin, fisiólogo renal
- Denis Noble, fisiólogo

### 2023
- Dmitri Mijáilovich Klímov
- Holm Altenbach

### 2024
- Alexander Nikolaevich Konovalov, neurocirujano
- Lukas Rasulich, neurocirujano